# Gerd Plewig

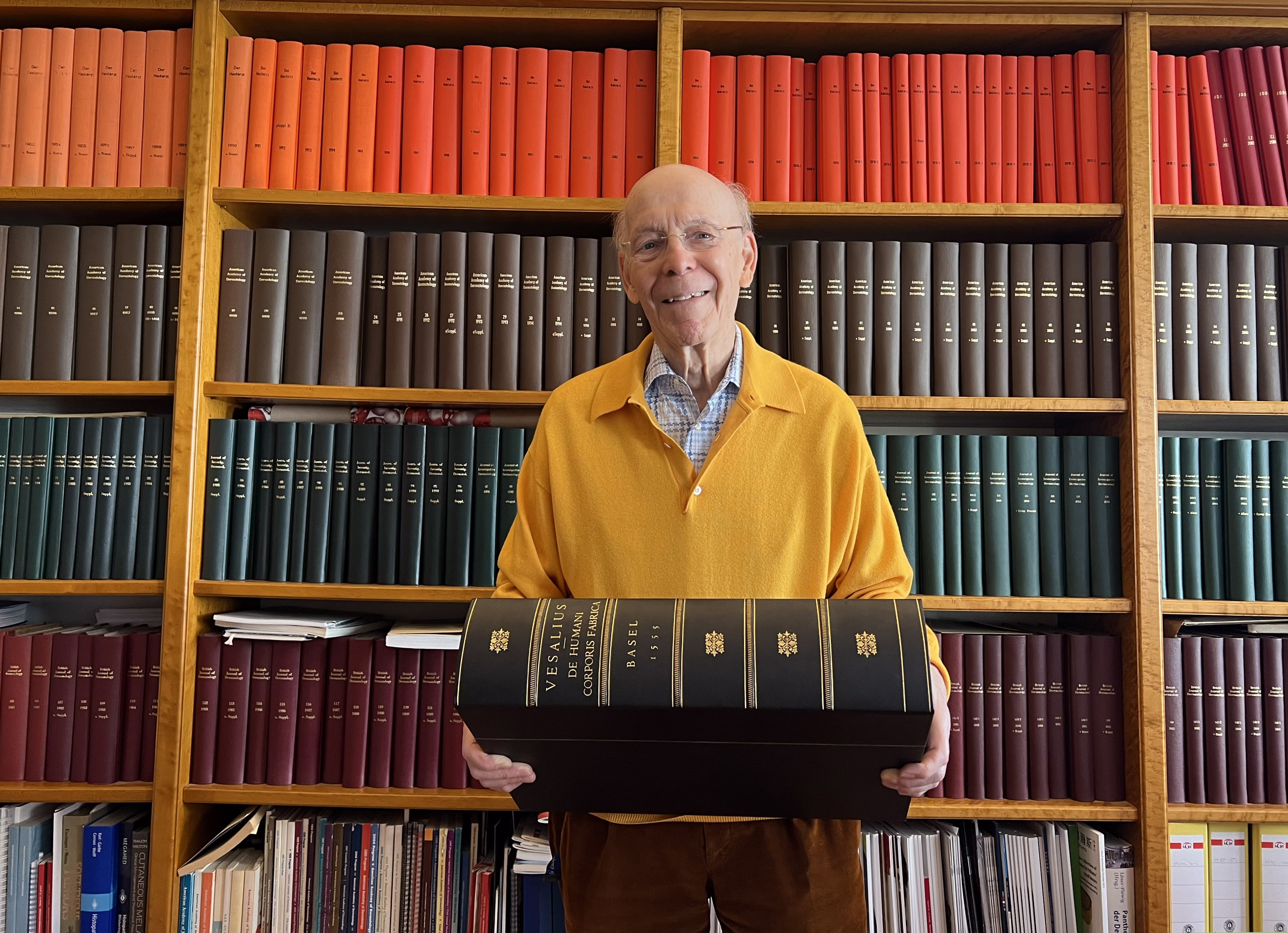
Gerd Plewig mit der 1555 in Basel gedruckten Vesalius-Ausgabe „De humani corporis fabrica libri septem“

Gerd Plewig FRCP (* 12. Mai 1939 in Langensalza) ist ein deutscher Dermatologe und Hochschullehrer.

## Werdegang
Plewig studierte in Hamburg, Graz und Kiel Medizin. Nach seiner Zeit als Medizinalassistent ging er für ein Jahr nach Darby (Pennsylvania). Am 18. November 1965 wurde Plewig in Kiel promoviert. 1967 erhielt Plewig seine Approbation und ging danach als Post-Doktorand zurück an die University of Pennsylvania. 1969 ging er wieder zurück nach Deutschland. An der Ludwig-Maximilians-Universität München (LMU) erhielt er bei Otto Braun-Falco seine Ausbildung zum Facharzt für Dermatologie. 1972 wurde er an der LMU über das Thema Acne vulgaris und akneartige Erkrankungen habilitiert. 1982 übernahm Plewig an der Heinrich-Heine-Universität Düsseldorf den Lehrstuhl für Dermatologie und Venerologie. Am 1. Oktober 1991 wurde er dann Nachfolger von Otto Braun-Falco auf dem Lehrstuhl für Dermatologie an der medizinischen Fakultät der LMU. Am 30. April 2006 wurde Plewig emeritiert. Sein Nachfolger an der LMU wurde Thomas Ruzicka.

## Funktionen und Ehrungen
Von 1982 bis 1983 war Plewig Präsident der European Society for Dermatological Research und von 1998 bis 2000 Präsident der Deutschen Dermatologischen Akademie. Den Kurt Wolff Preis erhielt er 1981. Am 1. Mai 1997 wurde er Fellow of the Royal College of Physicians London (FRCP). Am 27. April 2002 erhielt er den Ehrendoktor der Karls-Universität Prag und am 29. April 2005 den Ehrendoktor der Universität Breslau. Am 19. September 2007 wurde Plewig zudem Ehrendoktor der Comenius-Universität Bratislava.

## Schenkung an die Bayerische Staatsbibliothek
Seit Mitte der 1970er-Jahre trug Plewig zusammen mit seiner Frau Helga Lincke-Plewig eine über 3000 Bände umfassende Sammlung medizinhistorischer Werke zusammen. Im November 2022 überließen Gerd Plewig und seine Frau die Sammlung der Bayerischen Staatsbibliothek als Schenkung. Die als „Bibliotheca Historica Dermatologie“ von der Staatsbibliothek übernommene Sammlung umfasst unter anderem medizinische Literatur des 16.–20. Jahrhunderts, häufig in Erstausgaben. Zudem beinhaltet die Sammlung über 60 Bände aus der privaten Bibliothek Herzog Carl Theodors in Bayern (1839–1909).

## Veröffentlichungen (Auswahl)
Plewig ist Autor und Co-Autor von über 500 wissenschaftlichen Artikeln, über 100 Buchkapiteln und etwa 25 Monografien. Er ist Verfasser mehrerer Standardwerke der Dermatologie und Venerologie und Herausgeber von „Pantheon der Dematologie“.
- Gerd Plewig, Albert M. Kligman: Akne und Rosazea. 2., vollständig überarbeitete und erweiterte Auflage, Springer, Berlin u. a. 1996, ISBN 3-540-55763-6, eingeschränkte Vorschau in der Google-Buchsuche
- Otto Braun-Falco, Gerd Plewig, Helmut H. Wolff: Dermatologie und Venerologie. Springer, 1984, ISBN 3-540-12023-8
- T. Jansen, G. Plewig: Rosacea: classification and treatment. In: Journal of the Royal Society of Medicine. Band 90, Nummer 3, März 1997, S. 144–150, ISSN 0141-0768. PMID 9135612. PMC 1296179 (freier Volltext). (Review).
- G. Plewig, T. Jansen, A. M. Kligman: Pyoderma faciale. A review and report of 20 additional cases: is it rosacea? In: Archives of Dermatology. Band 128, Nummer 12, Dezember 1992, S. 1611–1617, ISSN 0003-987X. PMID 1456755. (Review).
- G. Plewig: Cutis verticis gyrata secondary to acne scleroticans capitis. In: Journal of the European Academy of Dermatology and Venereology. Band 19, Nummer 6, November 2005, S. 772–774, ISSN 0926-9959. doi:10.1111/j.1468-3083.2005.01261.x. PMID 16268896.